# Формула Гаусса — Бонне
Фо́рмула Га́усса — Бонне́ пов'язує Ейлерову характеристику області двовимірного многовида з кривиною Гаусса в цій області та геодезичною кривиною кривої, яка обмежує область.

## Формулювання
Нехай {\displaystyle \Omega } — компактний двовимірний орієнтований ріманів многовид із гладкою межею {\displaystyle \partial \Omega }. Позначимо через {\displaystyle K} гаусову кривину {\displaystyle \Omega } та через {\displaystyle k_{g}} геодезичну кривину {\displaystyle \partial \Omega }. Тоді
{\displaystyle (1)\qquad \iint _{\Omega }Kd\sigma +\oint _{L}k_{g}ds=2\pi \chi (\Omega )}
де {\displaystyle \chi (\Omega )} — ейлерова характеристика {\displaystyle \Omega }.
Зокрема, якщо у {\displaystyle \Omega } межа відсутня, отримуємо спрощений вираз
{\displaystyle \int \limits _{\Omega }K\;d\sigma =2\pi \chi (\Omega )}
Якщо поверхня деформується, то її ейлерова характеристика не змінюється, в той час як гаусова кривина може змінюватися в кожній точці. Проте, згідно з формулою Гаусса — Бонне, інтеграл гаусової кривини залишається не змінним.

## Пояснення позначень

### Топологія областей інтегрування
Область {\displaystyle \Omega } обмежена. Але вона може бути доволі складною, мати одну або кілька компонент зв'язності:
{\displaystyle (2)\qquad \Omega =\Omega _{1}+\Omega _{2}+\dots }
Очевидно, що при цьому перший інтеграл в формулі (1) розбивається на суму інтегралів по компонентах.
Кожна з цих компонент {\displaystyle \Omega _{i}} в свою чергу може бути топологічно складною.
Зокрема область {\displaystyle \Omega } може повністю покривати замкнутий многовид (наприклад сферу, тор, …) і не мати межі зовсім — тоді другого інтеграла в формулі (1) не буде:
{\displaystyle (3)\qquad \iint _{\Omega }Kd\sigma =2\pi \chi (\Omega )}
В інших випадках межа {\displaystyle L_{i}} області {\displaystyle \Omega _{i}} може складатися з одного контуру (наприклад
якщо область гомеоморфна кругу), або більшої кількості контурів {\displaystyle L_{ij}} (наприклад якщо область є кільцем між двома концентричними колами):
{\displaystyle (4)\qquad L_{i}=\sum _{j}L_{ij}}
В цих випадках інтеграл по межі {\displaystyle L} також розбивається на суму інтегралів по {\displaystyle L_{ij}}.

### Кривини
Буквою {\displaystyle K} під першим інтегралом (1) позначено кривиною Гаусса другого степеня, яка для двовимірного многовида дорівнює половині скалярної кривини:
{\displaystyle (5)\qquad K=K^{[2]}={R \over 2}}
Геодезична кривина {\displaystyle \mathbf {k} _{g}} кривої взагалі кажучи є вектором, ортогональним до одиничного дотичного вектора {\displaystyle {\boldsymbol {\tau }}={d\mathbf {r}  \over ds}}, і який лежить у многовиді. Але в формулі (1) через {\displaystyle k_{g}} позначено скалярну величину — проєкцію вектора геодезичної кривини на напрям нормалі, напрямленої всередину області {\displaystyle \Omega }.
Запишемо вищесказане математично. Компоненти вектора геодезичної кривини обчислюються через тензорну похідну одиничного дотичного вектора {\displaystyle \tau ^{i}} по натуральному параметру кривої:
{\displaystyle (6)\qquad k_{g}^{i}={D\tau ^{i} \over Ds}={d\tau ^{i} \over ds}+\Gamma _{jk}^{i}\tau ^{j}\tau ^{k}}
Нормаль до вектора {\displaystyle \tau ^{i}} можна утворити дією одиничного антисиметричного тензора {\displaystyle \varepsilon ^{ij}}, а тому (при належному виборі напрямку обходу контуру):
{\displaystyle (7)\qquad k_{g}^{i}=k_{g}\varepsilon ^{ij}\tau _{j}}
Коефіцієнт {\displaystyle k_{g}} в правій частині формули (7) той самий, який стоїть під другим інтегралом в формулі (1).

### Злами на контурах
В попередньому підпункті ми розглядали гладкий контур {\displaystyle L}. Але неважко, використовуючи граничний перехід, узагальнити формулу (1) для кусково-гладкої межі яка складається з гладких дуг, що сходяться під деяким кутом між собою (дивіться наприклад статтю Геодезичний трикутник).
Якщо в точці зламу {\displaystyle P_{i}} дотичний вектор {\displaystyle {\boldsymbol {\tau }}} розвертається на кут
{\displaystyle \phi _{i}} в сторону області {\displaystyle \Omega } (може бути додатне чи від'ємне число) то формула (1) узагальнюється до такої:
{\displaystyle (8)\qquad \iint _{\Omega }Kd\sigma +\oint _{L}k_{g}ds+\sum _{i}\phi _{i}=2\pi \chi (\Omega )}
В цій формулі другий інтеграл береться по гладких ділянках дуг межі {\displaystyle L}.
Для виводу формули (8) область {\displaystyle \Omega }, яка має злами на межі, треба апроксимувати областю {\displaystyle {\tilde {\Omega }}}, яка має згладжені кути. Потім радіус закруглення на кутах спрямовуємо до нуля.

### Ейлерова характеристика
Обмежену двовимірну область {\displaystyle \Omega } можна розбити лініями на кілька менших підобластей {\displaystyle \Omega _{1},\,\Omega _{2},\dots }, гомеоморфних кругу. Лінії в свою чергу можна поділити точками на дуги, гомеоморфні відрізку. Якщо позначити кількість точок буквою {\displaystyle B} (вершини графу), кількість дуг буквою {\displaystyle P} (ребра графу), а кількість підобластей буквою {\displaystyle \Gamma } (грані), то наступне ціле число:
{\displaystyle (9)\qquad \chi =B-P+\Gamma }
не залежить від способу розбивки області {\displaystyle \Omega } і називається
характеристикою Ейлера.
Для кожної підобласті {\displaystyle \Omega _{k}} можна знайти карту (систему координат {\displaystyle \{u^{1},\,u^{2}\}}), яка відображає область Евклідової площини в {\displaystyle \Omega _{k}}.

## Три етапи доведення теореми Гаусса— Бонне
На першому етапі доводимо теорему для простої області, гомеоморфної кругу, з гладкою границею. На другому етапі граничним переходом поширюємо теорему на просту область з кутами. На третьому (топологічному) етапі об'єднуємо та склеюємо прості області в довільну область і показуємо, що при операціях об'єднання та склейки формула (1) залишається справедливою.

## Перший етап доведення

### Обчислення характеристики Ейлера
Обчислимо характеристику Ейлера для простої області {\displaystyle \Omega }. Межа цієї області є контуром {\displaystyle L}, гомеоморфним колу. Поставимо на цьому контурі дві точки {\displaystyle P} і {\displaystyle Q}, які розбивають наш контур на дві дуги, гомеоморфні відрізку. Маємо дві вершини, два ребра і одну грань — саму область {\displaystyle \Omega }, тому за формулою (9) маємо:
{\displaystyle (10)\qquad \chi =B-P+\Gamma =2-2+1=1}
і нам треба довести наступну формулу для цього випадку:
{\displaystyle (11)\qquad \iint _{\Omega }Kd\sigma +\oint _{L}k_{g}ds=2\pi }

### Вектори на контурі
Візьмемо точку {\displaystyle P} на контурі {\displaystyle L}. Позначимо буквою
{\displaystyle \mathbf {n} } вектор нормалі до контуру, напрямлений всередину області {\displaystyle \Omega }. При належному виборі напрямку обходу контуру компоненти цього вектора виражаються через дотичний вектор {\displaystyle \tau ^{i}} та одиничний антисиметричний тензор {\displaystyle \varepsilon _{ij}}:
{\displaystyle (12)\qquad n_{i}=\varepsilon _{ij}\tau ^{j}}
При обході контуру, очевидно, вектори {\displaystyle \mathbf {n} } і {\displaystyle {\boldsymbol {\tau }}} повернуться на кут {\displaystyle 2\pi } і збіжаться з початковими значеннями цих векторів.
Щоб простежити, як здійснюється цей поворот, розглянемо паралельне перенесення векторів. Як відомо, при паралельному перенесенні двох векторів зберігаються довжини векторів і кут між ними.
Нехай вектори {\displaystyle \mathbf {v} } і {\displaystyle \mathbf {w} } збігаються з векторами {\displaystyle {\boldsymbol {\tau }}}
і {\displaystyle \mathbf {n} } в початковій точці {\displaystyle P}, але потім при обході контуру переносяться паралельно і після обходу виявляються повернутими на деякий кут {\displaystyle \Delta \alpha }. Ці два вектора утворюють ортонормований базис:
{\displaystyle (13)\qquad \mathbf {v} ^{2}=\mathbf {w} ^{2}=1,\qquad (\mathbf {v} \cdot \mathbf {w} )=0}
{\displaystyle (14)\qquad w_{i}=\varepsilon _{ij}v^{j}}
Розкладемо одиничний дотичний вектор {\displaystyle {\boldsymbol {\tau }}} за
базисом {\displaystyle \{\mathbf {v} ,\mathbf {w} \}}:
{\displaystyle (15)\qquad {\boldsymbol {\tau }}=\mathbf {v} \cos \varphi +\mathbf {w} \sin \varphi }
де {\displaystyle \varphi } — кут, на який повернутий вектор {\displaystyle {\boldsymbol {\tau }}}
відносно вектора {\displaystyle \mathbf {v} }. На початку обходу {\displaystyle \varphi =\varphi _{0}=0}.
В кінці обходу вектор {\displaystyle {\boldsymbol {\tau }}} повернеться на кут {\displaystyle 2\pi }, а вектор {\displaystyle \mathbf {v} } на кут {\displaystyle \Delta \alpha }, тому:
{\displaystyle (16)\qquad \varphi _{1}=2\pi -\Delta \alpha }

### Повороти векторів на контурі і геодезична кривина
Маємо такі тензорні диференціали векторів вздовж контуру:
{\displaystyle (17)\qquad D\tau ^{i}=d\tau ^{i}+\Gamma _{jk}^{i}\tau ^{j}du^{k}=k_{g}^{i}ds}
{\displaystyle (18)\qquad Dv^{i}=dv^{i}+\Gamma _{jk}^{i}v^{j}du^{k}=0}
{\displaystyle (19)\qquad Dw^{i}=dw^{i}+\Gamma _{jk}^{i}w^{j}du^{k}=0}
тому при диференціюванні рівності (15) одержуємо:
{\displaystyle (20)\qquad k_{g}^{i}ds=-v^{i}\sin \varphi \,d\varphi +w^{i}\cos \varphi \,d\varphi =}
{\displaystyle =\varepsilon ^{ij}(w_{j}\sin \varphi +v_{j}\cos \varphi )\,d\varphi =\varepsilon ^{ij}\tau _{j}d\varphi }
Порівнюючи формули (20) і (7) знаходимо:
{\displaystyle (21)\qquad k_{g}ds=d\varphi }
{\displaystyle (22)\qquad \oint _{L}k_{g}ds=\int _{\varphi _{0}}^{\varphi _{1}}d\varphi =2\pi -\Delta \alpha }
Порівнюючи формули (22) і (11) одержуємо таку формулу, яку нам лишається довести:
{\displaystyle (23)\qquad \iint _{\Omega }Kd\sigma =\Delta \alpha }

### Застосування формули Остроградського— Гаусса
В лівій частині формули (23) стоїть інтеграл по двовимірній області {\displaystyle \Omega }, а в правій — поворот вектора при паралельному перенесенні довкола межі {\displaystyle L} області {\displaystyle \Omega }, який природно буде виразити через контурний інтеграл. Ці два інтеграла — інтеграл по двовимірній області і інтеграл по межі цієї області можна пов'язати через застосування формули Остроградського — Гаусса. Але для цього нам знадобиться допоміжне векторне поле, яке визначене і диференційовне скрізь всередині області {\displaystyle \Omega } та на її межі {\displaystyle L}.

#### Вибір допоміжного векторного поля
Оскільки на контурі {\displaystyle L} нас можуть цікавити лише кути між векторами а не їхні довжини, то доцільно вибрати допоміжне векторне поле {\displaystyle \mathbf {a} } одиничної довжини, причому не лише на контурі, а і скрізь всередині області {\displaystyle \Omega }:
{\displaystyle (24)\qquad \mathbf {a} ^{2}=g_{ij}a^{i}a^{j}=g_{11}(a^{1})^{2}+2g_{12}a^{1}a^{2}+g_{22}(a^{2})^{2}=1}
Очевидно що умова (24) разом з неперервністю поля {\displaystyle \mathbf {a} } накладає деякі обмеження — це поле не може мати всередині {\displaystyle \Omega } точок завихрення або точок, із яких вектори розходяться (або навпаки, сходяться) в різні боки. В усьому іншому поле {\displaystyle \mathbf {a} } досить довільне.
Наприклад (хоч і необов'язково) можна взяти вектор напрямлений вздовж одного з координатних векторів. Коваріантні координати цього вектора:
{\displaystyle (25)\qquad a^{1}={1 \over {\sqrt {g_{11}}}},\qquad a^{2}=0}

#### Обчислення повороту вектора при паралельному перенесенні по контуру
На контурі {\displaystyle L} розкладемо одиничний вектор {\displaystyle \mathbf {a} } по базису {\displaystyle \{\mathbf {v} ,\mathbf {w} \}}:
{\displaystyle (26)\qquad a^{i}=v^{i}\cos \alpha +w^{i}\sin \alpha }
Тут вектори {\displaystyle \mathbf {v} } і {\displaystyle \mathbf {w} } ті ж самі що і раніше в цій статті — здійснюють паралельний обхід контуру.
Кут {\displaystyle \alpha } між векторами {\displaystyle ({\widehat {\mathbf {v} ,\mathbf {a} }})} є функцією від натурального параметра {\displaystyle s} на контурі {\displaystyle L}:
{\displaystyle (27)\qquad \alpha =\alpha (s);\qquad \alpha (0)=\alpha _{0},\;\alpha (s_{\text{max}})=\alpha _{1}}
Оскільки при обході контуру вектор {\displaystyle \mathbf {a} } не змінює напрямку, а вектор {\displaystyle \mathbf {v} } повертається на кут {\displaystyle \Delta \alpha } то:
{\displaystyle (28)\qquad \Delta \alpha =-(\alpha _{1}-\alpha _{0})}
Знак мінус в цій формулі виник внаслідок того, що повертається сам базис, відносно якого ми міряємо {\displaystyle \alpha }.
Продиференціюємо формулу (26) вздовж кривої {\displaystyle L}:
{\displaystyle (29)\qquad Da^{i}=(-v^{i}\sin \alpha +w^{i}\cos \alpha )\,d\alpha }
Тензорний диференціал вектора {\displaystyle \mathbf {a} } можна записати через коваріантну похідну:
{\displaystyle (30)\qquad Da^{i}=da^{i}+\Gamma _{jk}^{i}a^{j}du^{k}=\left(\partial _{k}a^{i}+\Gamma _{jk}^{i}a^{j}\right)du^{k}=(\nabla _{k}a^{i})\tau ^{k}\,ds}
Права ж частина формули (29) виражається через вектор:
{\displaystyle (31)\qquad b_{i}=\varepsilon _{ij}a^{j}=\varepsilon _{ij}\left(v^{j}\cos \alpha +w^{j}\sin \alpha \right)=w_{i}\cos \alpha -v_{i}\sin \alpha }
який є одиничним вектором, повернутим на кут {\displaystyle {\pi  \over 2}}
щодо вектора {\displaystyle \mathbf {a} }.

#### Одержання контурного інтеграла
Підставивши (30) і (31) в формулу (29), ми одержимо векторне рівняння:
{\displaystyle (32)\qquad (\nabla _{k}a^{i})\tau ^{k}\,ds=b^{i}d\alpha }
в якому нас цікавить скалярна функція {\displaystyle \alpha =\alpha (s)}.
Помножимо (32) скалярно на одиничний вектор {\displaystyle b_{i}} і візьмемо інтеграл:
{\displaystyle (33)\qquad \int _{0}^{s_{\text{max}}}(b_{i}\nabla _{k}a^{i})\tau ^{k}\,ds=\int _{0}^{s_{\text{max}}}d\alpha =\alpha _{1}-\alpha _{0}=-\Delta \alpha }
Інтеграл в лівій частині цієї рівності фактично є інтегралом по контуру.
Для застосування формули Остроградського — Гаусса нам потрібно, щоб підінтегральний вираз був скалярним добутком деякого вектора {\displaystyle \mathbf {q} } на вектор зовнішньої нормалі (в наших старих позначеннях це {\displaystyle -n_{i}=-\varepsilon _{ij}\tau ^{j}}).

#### Фактичне застосування формули Остроградського— Гаусса
Домножимо рівняння (12) на {\displaystyle \varepsilon ^{ik}}, після цього знайдемо дотичний вектор {\displaystyle \tau ^{k}}:
{\displaystyle (34)\qquad \varepsilon ^{ik}n_{i}=\left(\varepsilon ^{ik}\varepsilon _{ij}\right)\tau ^{j}=\delta _{j}^{k}\tau ^{j}=\tau ^{k}}
і підставити його в підінтегральний вираз формули (33), одночасно перейменовуючи індекси:
{\displaystyle (35)\qquad (b_{i}\nabla _{k}a^{i})\tau ^{k}=\left(\varepsilon ^{ik}b_{l}\nabla _{k}a^{l}\right)n_{i}}
Вираз у дужках в правій частині цього рівняння і буде тим вектором {\displaystyle \mathbf {q} }:
{\displaystyle (36)\qquad q^{i}=\varepsilon ^{ik}b_{l}\nabla _{k}a^{l}}
який підставляємо в рівняння (33):
{\displaystyle (37)\qquad \oint _{L}(\mathbf {q} \cdot \mathbf {n} )ds=-\Delta \alpha }
Інтеграл являє собою потік вектора {\displaystyle \mathbf {q} } всередину контуру {\displaystyle L}, враховуючи наш вибір напрямку нормалі {\displaystyle \mathbf {n} }. Застосовуючи формулу Остроградського — Гаусса (і враховуючи знак) маємо інтеграл від дивергенції:
{\displaystyle (38)\qquad \iint _{\Omega }({\boldsymbol {\nabla }}\cdot \mathbf {q} )d\sigma =\Delta \alpha }

#### Завершення обчислень
Порівнюючи формули (38) і (23) ми бачимо що для завершення першого етапу нам досить перевірити рівність підінтегральних виразів цих формул:
{\displaystyle (39)\qquad K=({\boldsymbol {\nabla }}\cdot \mathbf {q} )=\nabla _{i}q^{i}}
Дивергенція вектора (36) розкладається на два доданка:
{\displaystyle (40)\qquad \nabla _{j}q^{j}=\nabla _{j}\left(\varepsilon ^{jk}b_{i}\nabla _{k}a^{i}\right)=\varepsilon ^{jk}\left(\nabla _{j}b_{i}\right)\left(\nabla _{k}a^{i}\right)+b_{i}\varepsilon ^{jk}\nabla _{j}\nabla _{k}a^{i}}
Розпочнемо з другого доданку, а ще краще з частини цього доданку окрім множника {\displaystyle b_{i}}. Оскільки тензор {\displaystyle \varepsilon ^{jk}} антисиметричний, то:
{\displaystyle (41)\qquad \varepsilon ^{jk}\nabla _{j}\nabla _{k}a^{i}={1 \over 2}\varepsilon ^{jk}\left(\nabla _{j}\nabla _{k}-\nabla _{k}\nabla _{j}\right)a^{i}={1 \over 2}\varepsilon ^{jk}R_{\,sjk}^{i}a^{s}={1 \over 2}\varepsilon ^{jk}R_{jk}^{is}a_{s}}
Тензор Рімана для двовимірного многовида можна виразити через кривину Гаусса K:
{\displaystyle (42)\qquad R_{jk}^{is}=K\left(\delta _{j}^{i}\delta _{k}^{s}-\delta _{k}^{i}\delta _{j}^{s}\right)}
Тому вираз (41) спрощується:
{\displaystyle (43)\qquad \varepsilon ^{jk}\nabla _{j}\nabla _{k}a^{i}={K \over 2}\varepsilon ^{jk}\left(\delta _{j}^{i}\delta _{k}^{s}-\delta _{k}^{i}\delta _{j}^{s}\right)a_{s}={K \over 2}2\varepsilon ^{is}a_{s}=Kb^{i}}
а отже другий доданок формули (40) просто дорівнює Гауссовій кривині:
{\displaystyle (44)\qquad b_{i}\varepsilon ^{jk}\nabla _{j}\nabla _{k}a^{i}=Kb_{i}b^{i}=K}
Залишається показати, що перший доданок формули (40) дорівнює нулю.
{\displaystyle (45)\qquad \varepsilon ^{jk}\left(\nabla _{j}b_{i}\right)\left(\nabla _{k}a^{i}\right)=0}
Це прямо слідує з того факту, що похідні одиничного двовимірного вектора факторизуються (розкладаються на множники):
{\displaystyle (46)\qquad \nabla _{j}b_{i}=\lambda _{j}a_{i},\qquad \nabla _{k}a^{i}=\mu _{k}b^{i}}
Дійсно, підставляючи (46) в (45) одержимо вираз:
{\displaystyle (47)\qquad \left(\varepsilon ^{jk}\lambda _{j}\mu _{k}\right)\left(a_{i}b^{i}\right)}
в якому скалярний добуток векторів в других дужках дорівнює нулю.
Нарешті покажемо справедливість розкладу (46). Із одиничності вектора {\displaystyle \mathbf {a} } слідує:
{\displaystyle (48)\qquad a_{i}\nabla _{k}a^{i}=g_{ij}a^{j}\nabla _{k}a^{i}={1 \over 2}\nabla _{k}\left(g_{ij}a^{j}a^{i}\right)={1 \over 2}\nabla _{k}1=0}
Оскільки вектор {\displaystyle \mathbf {b} } також ортогональний до {\displaystyle \mathbf {a} } то маємо наступну однорідну систему двох лінійних рівнянь з двома невідомими {\displaystyle a_{1},\,a_{2}}:
{\displaystyle (49)\qquad {\begin{cases}(\nabla _{k}a^{1})a_{1}+(\nabla _{k}a^{2})a_{2}=0\\b^{1}a_{1}+b^{2}a_{2}=0\end{cases}}}
Ця система має ненульовий розв'язок, тому матриця її коефіцієнтів:
{\displaystyle (50)\qquad {\begin{bmatrix}\nabla _{k}a^{1}&\nabla _{k}a^{2}\\b^{1}&b^{2}\end{bmatrix}}}
вироджена і рядки цієї матриці пропорційні. Тобто ми маємо друге рівняння (46). Перше рівняння одержується аналогічно.
Формулу (11) доведено.

## Другий етап доведення
Розглянемо просту область з кусково-гладкою межею. Ми можемо згладити всі кути, вписуючи гладку дугу {\displaystyle AB} в кожен криволінійний кут {\displaystyle P} (див. малюнок).
Одержуємо область з гладкою межею, до якої можна застосувати теорему Гаусса — Бонне, доведену на першому етапі. Спробуємо здійснити граничний перехід формули (11) стягуючи дугу {\displaystyle AB} в точку зламу {\displaystyle P}.
Перший інтеграл формули (11) для згладженої і незгладженої кривих, відрізняється на величину інтеграла по криволінійному трикутнику {\displaystyle ABP}
{\displaystyle (51)\qquad \iint _{\triangle ABP}Kd\sigma }
Оскільки площа цього трикутника прямує до нуля, а Гауссова кривина {\displaystyle K} обмежена, то і величина (51) прямує до нуля. Отже при граничному переході перший інтеграл
{\displaystyle (52)\qquad \iint _{\Omega }Kd\sigma }
зберігає свій вигляд, просто область {\displaystyle \Omega } може мати злами на контурі.
З другим (контурним) інтегралом складніше. Розглянемо спочатку випадок плоского многовида (евклідову площину). В цьому разі паралельне перенесення не залежить від шляху і тому можна говорити про кут між векторами, що знаходяться в різних точках. Інтегрування геодезичної кривини по дузі {\displaystyle AB}, згідно з формулою (22), дає кут між дотичними в точках {\displaystyle A} і {\displaystyle B}:
{\displaystyle (53)\qquad \int _{\smile AB}k_{g}ds=\phi _{A}-\phi _{B}}
При граничному переході ця величина прямує до кута {\displaystyle \phi } між двома дотичними векторами в точці зламу {\displaystyle P}:
{\displaystyle (54)\qquad \qquad \int _{\smile AB}k_{g}ds\to \phi }
а інтеграли по (викинутих при згладжуванні) дугах {\displaystyle AP} і {\displaystyle PB} прямують до нуля, оскільки геодезична кривина цих дуг залишається обмеженою, а їхня довжина зменшується до нуля.
Із формули (54) слідує формула (8) при {\displaystyle \chi (\Omega )=1}, що і треба було довести.
Нам ще залишається довести, що формула (54) має місце і в загальному випадку викривленого многовида. Виберемо систему координат на мн оговиді в околі точки {\displaystyle P} таку, що метричний тензор {\displaystyle g_{ij}} в точці {\displaystyle P} записується одиничною матрицею {\displaystyle \delta _{ij}}, а символи Крістофеля {\displaystyle \Gamma _{ij}^{s}} в цій точці дорівнюють нулю.
Дану систему координат {\displaystyle \{u^{1},u^{2}\}} можна розглядати як дифеоморфне відображення між областю многовиду та областю площини (картою), в якій ця система координат є декартовою.
Позначимо {\displaystyle dt} елемент довжини кривої на карті:
{\displaystyle \qquad dt={\sqrt {(u^{1})^{2}+(u^{2})^{2}}}}
а буквою з тильдою {\displaystyle {\tilde {k}}_{g}} — геодезичну кривину кривої на карті. Тоді:
{\displaystyle (55)\qquad k_{g}=\varepsilon _{ij}\tau ^{i}k^{j}=\varepsilon _{ij}{du^{i} \over ds}\left({d^{2}u^{j} \over ds^{2}}+\Gamma _{kl}^{j}{du^{k} \over ds}{du^{l} \over ds}\right)}
{\displaystyle (56)\qquad {\tilde {k}}_{g}dt={\hat {\varepsilon }}_{ij}{\dot {u}}^{i}{\ddot {u}}^{j}dt}
{\displaystyle (57)\qquad k_{g}ds={{\sqrt {g}} \over {\dot {s}}^{2}}{\hat {\varepsilon }}_{ij}{\dot {u}}^{i}\left({\ddot {u}}^{j}+\Gamma _{kl}^{j}{\dot {u}}^{k}{\dot {u}}^{l}\right)\;dt}
Крапками позначено похідні по параметру {\displaystyle t}.
Із двох останніх формул уже можна зробити висновок про однаковість, з точністю до нескінченно малих доданків, двох інтегралів від геодезичної кривини по дузі {\displaystyle AB}, один з яких береться по многовиду, а другий по карті:
{\displaystyle \qquad \int _{\smile AB}k_{g}ds\simeq \int _{\smile AB}{\tilde {k}}_{g}dt}
але для цього потрібні два додаткових припущення щоб унеможливити надмірну довжину дуги {\displaystyle AB} за рахунок осциляцій або закручувань у спіраль. А саме, припустимо що знак геодезичної на дузі {\displaystyle AB} є постійний, а також, що дуга {\displaystyle AB} не має інших спільних точок з криволінійним кутом, окрім своїх кінців.
Дійсно, множник
{\displaystyle \qquad {{\sqrt {g}} \over {\dot {s}}^{2}}={{\sqrt {g}} \over {g_{11}\cos ^{2}\alpha +2g_{12}\cos \alpha \sin \alpha +g_{22}\sin ^{2}\alpha }}\to 1}
прямує до одиниці, а символи Крістофеля до нуля внаслідок спеціального вибору системи координат.
Отже і в загальному випадку справедлива границя (54), а тому для простої області доведено варіант формули (8):
{\displaystyle (58)\qquad \iint _{\Omega }Kd\sigma +\oint _{L}k_{g}ds+\sum _{i}\phi _{i}=2\pi }

## Третій етап доведення
Розіб'ємо топологічно складну область {\displaystyle \Omega } на скінченну кількість простих підобластей {\displaystyle \Omega _{i}}, до кожної з яких можна застосувати формулу (58).
Характеристика Ейлера обчислюється за формулою (9)
{\displaystyle \qquad \chi =B-P+\Gamma }
де {\displaystyle B,P,\Gamma } позначають кількості вершин, ребер та граней (підобластей {\displaystyle \Omega _{i}}). Для простоти доведення будемо вважати всі ребра одержаного графу гладкими кривими, а всі злами на контурах відбуваються при вершинах графу.
Зручно розглядати внутрішні кути {\displaystyle \alpha _{ij}} при всіх вершинах графу. Тут перший індекс ({\displaystyle i}) нумерує всі вершини, як внутрішні, так і ті, що лежать на межі {\displaystyle \partial \Omega } області {\displaystyle \Omega }.
Другий індекс ({\displaystyle j}) нумерує кути при вершині {\displaystyle A_{i}}.
Злам {\displaystyle \phi _{ij}} при вершині є доповненням до внутрішнього кута:
{\displaystyle \phi _{ij}=\pi -\alpha _{ij}}
і ми можемо знайти суму формул (58) для всіх підобластей {\displaystyle \Omega _{i}}:
{\displaystyle (59)\qquad 2\pi \Gamma =\sum _{\Omega _{i}}\iint _{\Omega _{i}}Kd\sigma +\sum _{L_{i}}\int _{L_{i}}k_{g}ds+\sum _{A_{i}}\sum _{j}(\pi -\alpha _{ij})}
Розберемося з кожним із трьох доданків у правій частині формули (59).
Перший доданок, очевидно, дорівнює інтегралу по цілій області {\displaystyle \Omega }:
{\displaystyle (60)\qquad \iint _{\Omega }Kd\sigma =\sum _{\Omega _{i}}\iint _{\Omega _{i}}Kd\sigma }
В другому доданку треба розрізняти зовнішні ребра {\displaystyle L_{i}\in \,\partial \Omega }, які лежать на межі, від внутрішніх.
Інтегрування по внутрішньому ребру відбувається двічі, при розгляді двох суміжних підобластей, що розділяються даним ребром. Причому проєкції геодезичної кривини будуть протилежними:
{\displaystyle \qquad k_{g}=(\mathbf {k} _{g}\cdot \mathbf {n} )=-(\mathbf {k} _{g}\cdot \mathbf {n'} )=-{k_{g}}'}
A отже всі інтеграли по внутрішніх ребрах взаємно компенсуються і в сумі (59) лишаються тільки інтеграли по зовнішніх ребрах:
{\displaystyle (61)\qquad \sum _{L_{i}}\int _{L_{i}}k_{g}ds=\sum _{L_{i}\in \,\partial \Omega }\int _{L_{i}}k_{g}ds}
Перейдемо до розгляду третього доданка формули (59). Для кожної внутрішньої вершини маємо:
{\displaystyle (62)\qquad \sum _{j}(\pi -\alpha _{ij})=\pi \rho _{i}-2\pi }
де {\displaystyle \rho _{i}} — кількість кінців (внутрішніх) ребер, що сходяться в цій вершині.
Для вершини на межі області {\displaystyle \Omega } маємо:
{\displaystyle (63)\qquad \sum _{j}(\pi -\alpha _{ij})=\pi \rho _{i}+(\pi -{\hat {A}}_{i})=\pi \rho _{i}+\phi _{i}}
де {\displaystyle \rho _{i}} також, як і в попередній формулі, позначає кількість кінців внутрішніх ребер, що сходяться у вершині {\displaystyle A_{i}}, а {\displaystyle \phi _{i}} позначає кут, на який повертається дотичний до лінії межі вектор при переході через точку {\displaystyle A_{i}}.
Оскільки кожне ребро має два кінця, то сума всіх цих кінців дорівнює подвоєній кількості внутрішніх ребер:
{\displaystyle (64)\qquad \sum _{i}\rho _{i}=2P_{\mbox{int}}}
і ми можемо записати для третього доданка:
{\displaystyle (65)\qquad \sum _{A_{i}}\sum _{j}(\pi -\alpha _{ij})=2\pi \left(P_{\mbox{int}}-B_{\mbox{int}}\right)+\sum _{A_{i}\in \partial \Omega }\phi _{i}}
Очевидно, що межа {\displaystyle \partial \Omega } складається з декількох контурів, гомеомеорфних колу. На кожному такому контурі, а отже і на всій межі {\displaystyle \partial \Omega } кількість вершин {\displaystyle B_{\partial \Omega }} і кількість ребер {\displaystyle P_{\partial \Omega }} однакова. Маємо:
{\displaystyle (66)\qquad P_{\mbox{int}}-B_{\mbox{int}}=\left(P_{\mbox{int}}+P_{\partial \Omega }\right)-\left(B_{\mbox{int}}+B_{\partial \Omega }\right)=P-B}
Підставимо формули (60), (61), (65) і (66) в (59). Одержуємо:
{\displaystyle (67)\qquad 2\pi \Gamma =\iint _{\Omega }Kd\sigma +\sum _{L_{i}\in \,\partial \Omega }\int _{L_{i}}k_{g}ds+\sum _{A_{i}\in \partial \Omega }\phi _{i}+2\pi (P-B)}
що є еквівалентом формули (8). Теорему повністю доведено.

## Історія
Окремий випадок цієї формули для геодезичних трикутників був отриманий Гауссом, проте він не опублікував її. В 1848 році її опублікував французький математик Бонне П'єр Осіян, який узагальнив формулу на випадок диска, обмеженого довільною кривою. У сучасному формулюванні формула вперше з'являється у Вільгельма Бляшке.